# Temporada do Clube de Regatas do Flamengo de 2018/Público
Estas são as estatísticas de público do Clube de Regatas do Flamengo na temporada de 2018.

## Público
| Competição            | Mandante | Visitante | Clássicos[CLAS] | Total    | Partidas[PUB] | Média    |
| --------------------- | -------- | --------- | --------------- | -------- | ------------- | -------- |
| Copa Libertadores     | 40 390   | 50 000    |                 | 90 390   | 3             | 30 130,0 |
| Campeonato Brasileiro | 276 380  | 129 231   | 95 208          | 500 819  | 12            | 41 734,9 |
| Copa do Brasil        | 55 820   | 9 789     |                 | 65 609   | 2             | 32 804,5 |
| Campeonato Carioca    | 18 713   | 49 598    | 103 231         | 171 542  | 15            | 11 436,1 |
| Total                 | 391 303  | 238 618   | 198 439         | 828 360  | 32            | 25 886,3 |
| Partidas              | 11       | 13        | 8               | 32       |               |          |
| Média                 | 35 573,0 | 18 355,2  | 24 804,9        | 25 886,3 |               |          |

PUB. ^ Partidas com o público divulgados pelos respectivos organizadores
Última atualização em 19 de junho de 2018.

### Maiores públicos
Considera-se o público total da partida

#### Geral
| Nº | Público | Mandante   | Placar | Visitante       | Estádio        | Data        | Competição            | Etapa         |
| -- | ------- | ---------- | ------ | --------------- | -------------- | ----------- | --------------------- | ------------- |
| 1  | 60 182  | Flamengo   | 2 – 0  | Internacional   | Maracanã       | 6 de maio   | Campeonato Brasileiro | 4ª rodada     |
| 2  | 60 000  | Fluminense | 0 – 2  | Flamengo        | Mané Garrincha | 7 de junho  | Campeonato Brasileiro | 10ª rodada    |
| 3  | 59 488  | Flamengo   | 2 – 0  | Paraná          | Maracanã       | 10 de junho | Campeonato Brasileiro | 11ª rodada    |
| 4  | 55 820  | Flamengo   | 0 – 0  | Ponte Preta     | Maracanã       | 10 de maio  | Copa do Brasil        | Oitavas/Volta |
| 5  | 55 382  | Flamengo   | 2 – 0  | Bahia           | Maracanã       | 21 de maio  | Campeonato Brasileiro | 8ª rodada     |
| 6  | 52 952  | Ceará      | 0 – 3  | Flamengo        | Castelão       | 29 de abril | Campeonato Brasileiro | 3ª rodada     |
| 7  | 52 106  | Flamengo   | 2 – 0  | América Mineiro | Maracanã       | 21 de abril | Campeonato Brasileiro | 2ª rodada     |
| 8  | 49 222  | Flamengo   | 1 – 0  | Corinthians     | Maracanã       | 3 de junho  | Campeonato Brasileiro | 9ª rodada     |
| 9  | 40 390  | Flamengo   | 2 – 0  | Emelec          | Maracanã       | 16 de maio  | Copa Libertadores     | 5ª rodada     |
| 10 | 36 882  | Palmeiras  | 1 – 1  | Flamengo        | Allianz Parque | 13 de junho | Campeonato Brasileiro | 12ª rodada    |

#### Mandante
| Nº | Público | Mandante | Placar | Visitante       | Estádio  | Data        | Competição            | Etapa         |
| -- | ------- | -------- | ------ | --------------- | -------- | ----------- | --------------------- | ------------- |
| 1  | 60 182  | Flamengo | 2 – 0  | Internacional   | Maracanã | 6 de maio   | Campeonato Brasileiro | 4ª rodada     |
| 2  | 59 488  | Flamengo | 2 – 0  | Paraná          | Maracanã | 10 de junho | Campeonato Brasileiro | 11ª rodada    |
| 3  | 55 820  | Flamengo | 0 – 0  | Ponte Preta     | Maracanã | 10 de maio  | Copa do Brasil        | Oitavas/Volta |
| 4  | 55 382  | Flamengo | 2 – 0  | Bahia           | Maracanã | 21 de maio  | Campeonato Brasileiro | 8ª rodada     |
| 5  | 52 106  | Flamengo | 2 – 0  | América Mineiro | Maracanã | 21 de abril | Campeonato Brasileiro | 2ª rodada     |

#### Visitante
| Nº | Público | Mandante  | Placar | Visitante | Estádio        | Data            | Competição            | Etapa      |
| -- | ------- | --------- | ------ | --------- | -------------- | --------------- | --------------------- | ---------- |
| 1  | 52 952  | Ceará     | 0 – 3  | Flamengo  | Castelão       | 29 de abril     | Campeonato Brasileiro | 3ª rodada  |
| 2  | 36 882  | Palmeiras | 1 – 1  | Flamengo  | Allianz Parque | 13 de junho     | Campeonato Brasileiro | 12ª rodada |
| 3  | 30 000  | Emelec    | 1 – 2  | Flamengo  | George Capwell | 14 de março     | Copa Libertadores     | 2ª rodada  |
| 4  | 20 000  | Santa Fe  | 0 – 0  | Flamengo  | El Campín      | 25 de abril     | Copa Libertadores     | 4ª rodada  |
| 5  | 17 787  | Boavista  | 0 – 2  | Flamengo  | Kleber Andrade | 18 de fevereiro | Taça Guanabara        | Final      |

#### Clássicos
| Nº | Público | Mandante   | Placar | Visitante     | Estádio        | Data          | Competição            | Etapa      |
| -- | ------- | ---------- | ------ | ------------- | -------------- | ------------- | --------------------- | ---------- |
| 1  | 60 000  | Fluminense | 0 – 2  | Flamengo      | Mané Garrincha | 7 de junho    | Campeonato Brasileiro | 10ª rodada |
| 2  | 35 208  | Flamengo   | 1 – 1  | Vasco da Gama | Maracanã       | 19 de maio    | Campeonato Brasileiro | 6ª rodada  |
| 3  | 31 888  | Flamengo   | 0 – 1  | Botafogo      | Maracanã       | 28 de março   | Campeonato Carioca    | Semifinal  |
| 4  | 20 862  | Flamengo   | 0 – 0  | Vasco da Gama | Maracanã       | 27 de janeiro | Taça Guanabara        | 4ª rodada  |
| 5  | 18 627  | Fluminense | 1 – 1  | Flamengo      | Engenhão       | 22 de março   | Taça Rio              | Semifinal  |

### Menores públicos

#### Geral
| Nº | Público | Mandante      | Placar | Visitante     | Estádio             | Data            | Competição     | Etapa       |
| -- | ------- | ------------- | ------ | ------------- | ------------------- | --------------- | -------------- | ----------- |
| 1  | 3 601   | Boavista      | 0 – 3  | Flamengo      | Raulino de Oliveira | 7 de março      | Taça Rio       | 4ª rodada   |
| 2  | 4 045   | Flamengo      | 1 – 0  | Cabofriense   | Ilha do Urubu       | 21 de janeiro   | Taça Guanabara | 2ª rodada   |
| 3  | 4 672   | Flamengo      | 4 – 0  | Madureira     | Nilton Santos       | 21 de fevereiro | Taça Rio       | 1ª rodada   |
| 4  | 4 589   | Flamengo      | 1 – 0  | Bangu         | Ilha do Urubu       | 24 de janeiro   | Taça Guanabara | 3ª rodada   |
| 5  | 5 407   | Flamengo      | 4 – 0  | Portuguesa-RJ | Kleber Andrade      | 18 de março     | Taça Rio       | 6ª rodada   |
| 6  | 5 440   | Volta Redonda | 0 – 2  | Flamengo      | Raulino de Oliveira | 17 de janeiro   | Taça Guanabara | 1ª rodada   |
| 7  | 6 682   | Macaé         | 1 – 0  | Flamengo      | Moacyrzão           | 10 de março     | Taça Rio       | 5ª rodada   |
| 8  | 6 955   | Flamengo      | 3 – 1  | Botafogo      | Raulino de Oliveira | 10 de fevereiro | Taça Guanabara | Semifinal   |
| 9  | 9 015   | Flamengo      | 1 – 0  | Botafogo      | Nilton Santos       | 3 de março      | Taça Rio       | 3ª rodada   |
| 10 | 9 789   | Ponte Preta   | 0 – 1  | Flamengo      | Moisés Lucarelli    | 2 de maio       | Copa do Brasil | Oitavas/Ida |

#### Mandante
| Nº | Público | Mandante | Placar | Visitante     | Estádio        | Data            | Competição        | Etapa     |
| -- | ------- | -------- | ------ | ------------- | -------------- | --------------- | ----------------- | --------- |
| 1  | 4 045   | Flamengo | 1 – 0  | Cabofriense   | Ilha do Urubu  | 21 de janeiro   | Taça Guanabara    | 2ª rodada |
| 2  | 4 589   | Flamengo | 1 – 0  | Bangu         | Ilha do Urubu  | 24 de janeiro   | Taça Guanabara    | 3ª rodada |
| 3  | 4 672   | Flamengo | 4 – 0  | Madureira     | Nilton Santos  | 21 de fevereiro | Taça Rio          | 1ª rodada |
| 4  | 5 407   | Flamengo | 4 – 0  | Portuguesa-RJ | Kleber Andrade | 18 de março     | Taça Rio          | 6ª rodada |
| 5  | 40 390  | Flamengo | 2 – 0  | Emelec        | Maracanã       | 16 de maio      | Copa Libertadores | 5ª rodada |

#### Visitante
| Nº | Público | Mandante      | Placar | Visitante | Estádio             | Data          | Competição            | Etapa       |
| -- | ------- | ------------- | ------ | --------- | ------------------- | ------------- | --------------------- | ----------- |
| 1  | 3 601   | Boavista      | 0 – 3  | Flamengo  | Raulino de Oliveira | 7 de março    | Taça Rio              | 4ª rodada   |
| 2  | 5 440   | Volta Redonda | 0 – 2  | Flamengo  | Raulino de Oliveira | 17 de janeiro | Taça Guanabara        | 1ª rodada   |
| 3  | 6 682   | Macaé         | 1 – 0  | Flamengo  | Moacyrzão           | 10 de março   | Taça Rio              | 5ª rodada   |
| 4  | 9 789   | Ponte Preta   | 0 – 1  | Flamengo  | Moisés Lucarelli    | 2 de maio     | Copa do Brasil        | Oitavas/Ida |
| 5  | 10 931  | Chapecoense   | 3 – 2  | Flamengo  | Arena Condá         | 13 de maio    | Campeonato Brasileiro | 5ª rodada   |

#### Clássicos
| Nº | Público | Mandante   | Placar | Visitante     | Estádio             | Data            | Competição     | Etapa     |
| -- | ------- | ---------- | ------ | ------------- | ------------------- | --------------- | -------------- | --------- |
| 1  | 6 955   | Flamengo   | 3 – 1  | Botafogo      | Raulino de Oliveira | 10 de fevereiro | Taça Guanabara | Semifinal |
| 2  | 9 015   | Flamengo   | 1 – 0  | Botafogo      | Nilton Santos       | 3 de março      | Taça Rio       | 3ª rodada |
| 3  | 15 884  | Fluminense | 4 – 0  | Flamengo      | Arena Pantanal      | 24 de fevereiro | Taça Rio       | 2ª rodada |
| 4  | 18 627  | Fluminense | 1 – 1  | Flamengo      | Engenhão            | 22 de março     | Taça Rio       | Semifinal |
| 5  | 20 862  | Flamengo   | 0 – 0  | Vasco da Gama | Maracanã            | 27 de janeiro   | Taça Guanabara | 4ª rodada |